# Михаило Комнин Врана Палеолог
Михаило Палеолог је био византијски племић који је живео крајем 13. почетком 14. века.
Био је син цезара и севастократора Константина Палеолога, брата цара Михаила VIII и Ирине Врана.
У стандарду манастира Вевија Елпидос, који је сачуван, помиње се под именом Михаило Врана Палеолог, такође користи презиме своје мајке - Врана. У истом стандарду се помиње дародавац лика светог Архангела Михаила украшеног златом. Не зна се да ли је имао породицу, зна се само да се замонашио са именом Макарије.